# Øster Hassing-Gåser Sogn
Øster Hassing-Gåser Sogn er et sogn i Aalborg Nordre Provsti (Aalborg Stift). Sognet hører til Aalborg Kommune (Region Nordjylland). 
Sognet blev oprettet 27. november 2016 (1. søndag i advent) ved sammenlægning af Øster Hassing Sogn og Gåser Sogn, der i 1903-2010 var et kirkedistrikt i Øster Hassing Sogn.
I sognet ligger Øster Hassing Kirke fra 1880 og Gåser Kirke fra 1903.
Stednavne, se Øster Hassing Sogn.